# Мі-171
Мі-171 (рос. Ми-171; експортне позначення), або Мі-8АМТ — радянсько-російський багатоціловий вертоліт, є сучасною експортною модифікацією вертольота Мі-8/Мі-17. Створений на Улан-Уденському авіаційному заводі спільно з ВАТ «МВЗ ім. М. Л. Міля».

## Історія створення
Багатоцільовий транспортно-бойовий вертоліт Мі-171 був розроблений з урахуванням побажань покупців. Завдяки встановленню на ньому нових двигунів, він потужніший свого прототипу Мі-8Т, має поліпшені льотно-технічні характеристики і здатний виконувати польоти в складних метеоумовах в умовах обмеженої видимості.
Зовні Мі-171 незначно відрізняється від свого прототипу. Але двигуни ТВЗ-117ВМ збільшують висоту польоту і вантажопідйомність, особливо в умовах високих температур і розрідженого повітря. Ведуться роботи оснащення гелікоптера новим двигуном ВК-2500. Допоміжна силова установка забезпечує автономність експлуатації вертольота.
Нове пілотажно-навігаційне обладнання з метеолокатором і системою супутникової навігації забезпечує польоти за приладами в умовах обмеженої видимості. За бажанням покупця може бути встановлено радіолокаційне обладнання західного виробництва. Вертоліт може комплектуватися як задніми вантажними стулками, так і рампою з електрогідравлічним приводом.
Вертоліт Мі-171 — це багатофункціональний вертоліт, який може бути переобладнаний як пасажирський, вантажний, пошуково-рятувальний, санітарний, протипожежний, VIP, військово-транспортний.
Згідно з конструкторською документацією, розробленою для Мі-171Ш, можливе оснащення транспортно-десантних вертольотів Мі-17/171 комплексом високоточного озброєння.

## Конструкція
Вертоліт Мі-171Ш належить до нового покоління бойових вертольотів і втілив у собі всі позитивні сторони свого прототипу — військово-транспортного вертольота Мі-17.
Для виконання бойових завдань вертоліт оснащений системою ракетного і стрілецько-гарматного озброєння, комплексом засобів захисту, десантно-транспортним, санітарним радіоелектронним і приладовим обладнанням. Останнє дозволяє використовувати його вдень і вночі в простих і складних метеоумовах в різних кліматичних зонах.
Переобладнання вертольота Мі-8АМТШ з бойового в транспортно-десантно або санітарний варіанти не вимагає багато часу і може бути вироблено безпосередньо при підготовці вертольота до польоту на виконання відповідного завдання.
У транспортно-десантному варіанті (модифікації Мі-171А) на вертольоті можливе перевезення до 26 десантників (разом з пасажирами може переносити до 2000 кілограм) або різних вантажів масою до 4000 кг (всередині кабіни та на зовнішній підвісці), в санітарному — до 12 поранених на носилках при одному супровідному медпрацівнику. Вертоліт обладнаний лебідкою ЛПГ-150 зі стрілою для підйому і спуску людей і вантажів, а також пристроєм СУ-Р для швидкого спуску людей з вертольота в режимі зависання в повітрі.
Підвищення бойової живучості вертольота забезпечується екранно-вихлопними пристроями ЕВУ, автоматом скидання відбивачів АСО-2В, комплектом знімних бронеплит, установкою протектированних підвісних паливних баків і додаткових баків з пінополіуритановним заповнювачем.
Крім того, на вертольоті Мі-8АМТ або Мі-8АМТШ можуть бути встановлені постановники перешкод Л-166В1АЕ, метеорадіолокаціонна станція, апаратура супутникової навігації, окуляри нічного бачення ГЕО-ОНВ-1 і ІК-апаратура переднього огляду типу FLIR, система аварійного приводнення і різні інші типи обладнання російського або зарубіжного виробництва.
За бажанням замовника на вертольоті встановлюється права зсувна розширена дверка розміром 1405×1250 мм. Замість вантажних стулок може бути встановлена рампа-аппарель з електрогідравлічним приводом. З метою задоволення індивідуальних вимог і побажань замовників У-УАЗ допрацьовує і модернізує випускаємі вертольоти. Основною метою модернізації є продовження терміну служби машин, а також поліпшення експлуатаційних властивостей і характеристик. Модернізація вертольота проводиться також з урахуванням вимог конкретного замовника. Так, поставлені до Малайзії Мі-171 обладнані рампою, додаткової правою дверею розширеного прорізу, пілотажно-навігаційним обладнанням закордонного виробництва, лебідкою і кондиціонером, надувними баллонетами для аварійного приводнення, додатковими зовнішніми паливними баками. Носова частина фюзеляжу модифікована.
Екіпаж вертольота три людини. Командир (лівий льотчик) здійснює пілотування вертольота, прицілювання і застосування некерованого озброєння, виконання режиму «встрілювання» при пусках керованих ракет; другий льотчик — допомагає командиру в пілотуванні вертольота, виконує функції штурмана і оператора комплексу «Штурм-В» при пошуку цілей, пуску і наведенні керованих ракет; бортовий технік — виконує штатні функції, а також функції стрільця носової та кормової кулеметних установок.

## Озброєння
До складу озброєння вертольота Мі-171 (Мі-8АМТШ) входять: протитанковий комплекс «Штурм-В» з керованими ракетами 9М120 або 9М114 (до 8 шт.); Блоки Б8В20-А (до 4 шт.) З некерованими ракетами типу С- 8; уніфіковані гарматні контейнери УПК-23-250 (2 шт.) з гарматою ГШ-23Л; рухливі кулемети ПКТ калібру 7,62 мм в носовій і кормовій установках; зброю десантників, яку встановлюється на шести шкворневих установках в бокових вікнах і отворі вхідних дверей.
Підвіска авіаційного озброєння може здійснюватися на чотирьох або шести балковах тримачів БД3-57КрВМ з боків фюзеляжу.
Комплекс високоточного керованого ракетного озброєння «Штурм-В» дозволяє ефективно вражати бронетехніку (у тому числі з динамічним захистом), малошвидкісної повітряні цілі, укріплені пункти і живу силу противника. Розглядається можливість використання на вертольоті комплексу керованого ракетного озброєння «Голка-В» класу «повітря-повітря».
За бажанням замовника, що має транспортно-пасажирські вертольоти типу Мі-8АМТ, можуть бути переобладнані у військово-транспортний Мі-171Ш (Мі-8АМТШ). Переобладнання можливе в повному обсязі або вибіркове. Наприклад, без оснащення їх комплексом «Штурм-В», але з установкою некерованого ракетного і стрілецько-гарматного озброєння, а також засобів захисту.

## Призначення
Мі-171 призначений для вирішення широкого кола завдань: перевезення пасажирів і вантажів, транспортування великогабаритних вантажів на зовнішній підвісці, проведення пошуково-рятувальних операцій, евакуації постраждалих. На У-УАЗ випускаються наступні варіанти вертольота Мі-171: транспортний, пасажирський, VIP, протипожежний, санітарний та аварійно-рятувальний.
Вертоліт Мі-171Ш призначений для ефективного ураження броньованих наземних і надводних малорозмірних рухомих і нерухомих, в тому числі і повітряних, цілей при виконанні широкого кола бойових і спеціальних (десантні, транспортні, санітарні) завдань.

## Льотно-технічні характеристики
- Макс. швидкість, км/год: 250
- Крейсерська швидкість, км/год: 230
- Статична стеля, м: 3980
- Динамічний стеля, м: 6000
- Дальність, км: 610
- Двигун (кількість, тип, марка): 2хТВ3-117ВМ
- Злітна потужність, к.с.: 2х2100
- Номінальна потужність, к.с.: 2х1700
- Максимальна злітна маса, кг: 13000
- Нормальна злітна маса, кг: 11100
- Нормальна навантаження, кг: 3000
- Максимальне навантаження, кг: 4000
- Максимальне навантаження на зовнішній підвісці, кг: 4000
- Екіпаж: 3
- Число людей: 26